# Popetra
Popetra (in sloveno Popetre) è un insediamento di 120 abitanti del comune sloveno di Capodistria,  situato nell'Istria settentrionale.
Superati Sant'Antonio di Capodistria, Duori ed aggirato il monte Varda, dove le autorità locali hanno pensato di realizzare una discarica a cielo aperto, una stradina asfaltata scende sulla destra verso la valle.
A 600 m circa si incontra Popetra che potrebbe essere la romana Apud Petram ma probabilmente il suo nome deriva dalla pietra bianca che dette il nome alla frazione posta sopra Popetra. Sono poche case antiche, alcune disabitate; nella piazzetta c'è una chiesetta, in alto sulla facciata due fornici contengono una piccola campana. La chiesa, dedicata a Santi Andrea e Giacomo, ha un'abside rettangolare con costoloni, gli spicchi dei quali sono decorati con le rappresentazioni degli Evangelisti ed un Cristo nimbato. Il soffitto è barocco ed ha pure due altari laterali. Dietro la chiesa c'è il cimitero.
Il paese è posto a quota 371 m ed è situato nella parte più alta del fiume Dragogna, sulla destra scorre il torrente Denarnecco. Dal paese, lungo il crinale che si eleva fra le due valli, corre una stradina asfaltata verso Tersecco; una volta questa era una carrareccia con muretti in arenaria ai lati. La si imbocca svoltando a destra al bivio che si trova subito fuori dal paese.
Il paese pervenne ai patriarchi aquileiesi nel 1028 con la donazione di Corrado II il Salico. Fu poi feudo di Filippo di Cosliaco, che fu ministeriale del conte Mainardo di Gorizia. Filippo la vendette ad Andrea de Cirlago e, nel 1250, confermò le vendite agli eredi. Nel 1505 fu feudo della famiglia Bembi, nobili di Capodistria e nel 1602 il feudo passò ai Morati che furono investiti dal vescovo Girolamo Contarini. In quel tempo la villa era conosciuta con il nome di Cain. I Morati, o Moratto, originari di Latisana, si stabilirono ad Isola agli inizi del XIV secolo. Furono aggregati nel XVII secolo alla nobilità di Parenzo e confermati nobili nel XIX secolo da Francesco I d'Austria.